# Archambaud de Lautrec
Archambaud ou Archambault de Lautrec (1325 - 1389) est un prélat catholique français. Fils du vicomte Amalric III de Lautrec et de Marguerite de Périgord (fille d'Hélie IX de Périgord), il est membre de la famille de Lautrec. Il est aussi le frère de l'évêque Sicard d'Ambres de Lautrec. À la mort de son père en 1343, il obtient une petite part de la vicomté de Lautrec, qu'il partage avec son frère, Amalric IV de Lautrec. Néanmoins, le 13 août 1387, il perd cette terre, qui revient à sa nièce, Brunissende de Lautrec, qui avait plaidé contre lui devant le Parlement de Paris.
Le 14 novembre 1348, il est nommé évêque de Lavaur. Le 11 janvier 1357, il est transféré au diocèse de Châlons-en-Champagne, devenant ainsi évêque de Châlons. Il meurt finalement le 11 novembre 1389 à Châlons.
Il est inhumé en la cathédrale Saint-Étienne de Châlons, où son blason est représenté sur un vitrail. On retrouve aussi ses armoiries dans la cathédrale de Lavaur.